# الشيحة
الشيحة أو شيحة حماة قرية وبلدية في منطقة حماة في سورية. تقع على بعد حوالي 8 كم غرب مدينة حماة على طريق عام حماة – محردة – الغاب.
عدد سكانها 5384 نسمة ومساحة مخططها التنظيمي 110 هـكتار وتتربع على أرض منبسطة ومساحة أرضها الزراعية 950 هكتار. يعمل أهلها بزراعة أنواع الحبوب والقطن والشوندر السكري والخضروات وتروى من 120 بئرًا ارتوازيًا.